# Pterolophia sikkimana
Pterolophia sikkimana là một loài bọ cánh cứng trong họ Cerambycidae.